# Żegrówko
Żegrówko – wieś w Polsce położona w województwie wielkopolskim, w powiecie kościańskim, w gminie Śmigiel.

## Historia
W okresie Wielkiego Księstwa Poznańskiego (1815-1848) miejscowość wzmiankowana jako Żegrówko należała do wsi mniejszych w ówczesnym pruskim powiecie Kosten rejencji poznańskiej. Żegrówko należało do okręgu śmigielskiego tego powiatu i stanowiło część majątku Popowo niemieckie (niem. Deutsch Poppen), który należał wówczas do J. Szołdrskiego. Według spisu urzędowego z 1837 roku Żegrówko liczyło 38 mieszkańców, którzy zamieszkiwali cztery dymy (domostwa).
Podczas kampanii wrześniowej tworząc umocnienia nad rzeką Samica wyróżnił się rotmistrz Kotowski. W okresie II wojny światowej część mieszkańców wsi została wywieziona na przymusowe roboty do Niemiec.
W latach 1975−1998 miejscowość należała do województwa leszczyńskiego.

## Charakterystyka
Wieś ma charakter rolniczo-turystyczny i liczy 516 mieszkańców. Żegrówko składa się z dwóch części: z wsi głównej oraz nieoficjalnej dzielnicy Bambry (nawiązanie do bambrów – niemieckich kolonistów, na co wskazuje duża liczba nazwisk o niemieckim brzmieniu, lecz już z polską pisownią). Wieś należy do parafii Wilkowo Polskie z cmentarzem w Śniatach.
Okoliczne rejony uprawne są również podzielone na części i noszą nazwy: Karpaty, Karsznice (pochodzi od nazwy wsi Karśnice), Popowskie (pochodzi od nazwy wsi Popowo), Koło Składu i Bumskowo. Na terenie wsi jest do dziś silnie rozpowszechniony handel wymienny, łącznie z planami wprowadzenia własnej wiejskiej waluty.
We wsi urodziła się poetka ludowa Apolonia Cieśla, znana też lokalnie jako babcia Apolonia. Tradycję pielęgnowania i propagowania gwary wielkopolskiej przejął jej wnuk Walenty Cieśla, twórca ludowy.
W roku 2003 zawiązało się Towarzystwo Miłośników Żegrówka. Miejscowa szkoła podstawowa działa od 1837 roku. Wieś ma ponadto remizę Ochotniczej Straży Pożarnej oraz przystanek na trasie wąskotorowej Śmigielskiej Kolei Dojazdowej.